# 國道5號 (羅馬尼亞)
國道5號（羅馬尼亞語：Drumul Naţional 5/DN5）是羅馬尼亞一條公路，連接首都布加勒斯特和接壤保加利亞邊境的久爾久，全長67公里。並在經過跨越多瑙河的久爾久-魯塞友誼大橋後，和保加利亞的魯塞相連。
全段是歐洲E70公路和E85公路的一部份。